# タイタンフォール・フロントライン
『タイタンフォール・フロントライン』（英: Titanfall: Frontline）はParticle Cityによって開発され、ネクソンより発売予定だったタイタンフォールシリーズ初のモバイル作品である。

## 概要
プレイヤーは、パイロット、タイタン、 バーンカードの3つのアイテムを集め、対戦相手にダメージを与えて倒すことができる。マルチプレイのため、他者のパイロットカードまたはタイタンカードを組み合わせて、相手に追加のダメージを与え、勝利することがクリア条件である。『タイタンフォール』ならではの高いアクション性を含むゲームプレイを製作していた。
タイタンフォールシリーズの製作会社であるリスポーン・エンターテインメント、ネクソングループ、Particle Cityの3社のパートナーシップを締結して製作した作品であるが、リスポーン・エンターテインメントはほぼ関与していない。
ゲームは無料でプレイできるが、ゲーム内にはアイテム課金はといった制度がある予定だった。

## 開発中止
今作は2016年に配信予定であったが、未配信のまま2016年が過ぎ、翌年の2017年、Particle CityのFacebookにて配信の中止を発表した。
開発陣側が満足いくゲームプレイを製作出来なかったという理由である。